# Moose Creek (Alaska)
Pour les articles homonymes, voir Moose Creek.
Moose Creek est une census-designated place du borough de Fairbanks North Star en Alaska aux États-Unis. Sa population était de 747 habitants en 2010.
Elle est située sur la Richardson Highway à 10 km de North Pole et à 32 km au sud-est de Fairbanks.
Les températures moyennes vont de −28 °C à −19 °C en janvier, et de 9 °C à 22 °C en juillet.
L'implantation de la localité est due à la croissance à la fois de la base aérienne Eielson Air Force Base et de celle de North Pole. C'est en fait une banlieue de Fairbanks. On y trouve un restaurant, une pompe à essence et un magasin d'alimentation générale.

## Démographie
| 1980 | 1990 | 2000 | 2010 | - | - |
| ---- | ---- | ---- | ---- | - | - |
| 510  | 610  | 542  | 747  | - | - |

### Source
- (en) CIS